# Oxynetra confusa
Oxynetra confusa är en fjärilsart som beskrevs av Otto Staudinger 1888. Oxynetra confusa ingår i släktet Oxynetra och familjen tjockhuvuden. Inga underarter finns listade i Catalogue of Life.